# Lasiacis grisebachii
Lasiacis grisebachii là một loài thực vật có hoa trong họ Hòa thảo. Loài này được (Nash) Hitchc. mô tả khoa học đầu tiên năm 1911.